# AFL - Division II 2015
La AFL Division II 2015 è stata la 12ª edizione del campionato di football americano di terzo livello, organizzato dalla AFBÖ.

## Squadre partecipanti
| Club                | Città       | Stadio | Sponsor ufficiale | Risultato nella stagione 2014 |
| ------------------- | ----------- | ------ | ----------------- | ----------------------------- |
| Amstetten Thunder   | Amstetten   |        |                   |                               |
| Budapest Wolves     | Budapest    |        |                   |                               |
| Fürstenfeld Raptors | Fürstenfeld |        |                   |                               |
| Salzburg Bulls      | Salisburgo  |        |                   |                               |
| Schwaz Hammers      | Schwaz      |        |                   |                               |
| Styrian Bears       | Graz        |        |                   |                               |
| Telfs Patriots      | Telfs       |        |                   |                               |
| Vienna Warlords     | Vienna      |        |                   |                               |

## Stagione regolare

### Calendario

#### 1ª giornata
| 28 marzo 2015 | Budapest Wolves | 30 – 14 | Styrian Bears |  |

| 28 marzo 2015 | Schwaz Hammers | 6 – 36 (0-7 6-21 0-8 0-0) | Amstetten Thunder |  |

| 29 marzo 2015 | Fürstenfeld Raptors | 14 – 17 | Vienna Warlords |  |

#### 2ª giornata
| 4 aprile 2015 | Telfs Patriots | 0 – 27 (0-13 0-7 0-0 0-7) | Salzburg Bulls |  |

#### 3ª giornata
| 11 aprile 2015 | Telfs Patriots | 35 – 0 (7-0 7-0 7-0 14-0) | Schwaz Hammers | (504 spett.) |

| 11 aprile 2015 | Styrian Bears | 43 – 0 (14-0 16-0 10-0 3-0) | Fürstenfeld Raptors | (200 spett.) |

| 12 aprile 2015 | Vienna Warlords | 15 – 35 (6-7 2-14 0-0 7-14) | Budapest Wolves | (150 spett.) |

#### 4ª giornata
| 18 aprile 2015 | Amstetten Thunder | 48 – 14 (14-7 14-0 13-7 7-0) | Telfs Patriots | (600 spett.) |

| 18 aprile 2015 | Budapest Wolves | 34 – 0 | Fürstenfeld Raptors |  |

#### 5ª giornata
| 2 maggio 2015 | Salzburg Bulls | 48 – 42 (d.t.s.) (7-7 7-14 7-7 7-0 20-14) | Amstetten Thunder | (422 spett.) |

| 2 maggio 2015 | Styrian Bears | 40 – 14 (13-0 14-0 6-14 7-0) | Vienna Warlords |  |

| 2 maggio 2015 | Telfs Patriots | 2 – 27 (0-14 0-0 2-13 0-0) | Schwaz Hammers |  |

#### 6ª giornata
| 9 maggio 2015 | Vienna Warlords | 12 – 3 (6-3 6-0 0-0 0-0) | Salzburg Bulls | (100 spett.) |

| 9 maggio 2015 | Schwaz Hammers | 3 – 46 (0-0 3-22 0-17 0-7) | Budapest Wolves |  |

| 10 maggio 2015 | Amstetten Thunder | 49 – 19 (7-7 21-0 7-6 14-6) | Styrian Bears |  |

| 10 maggio 2015 | Fürstenfeld Raptors | 33 – 0 (12-0 0-0 14-0 7-0) | Telfs Patriots |  |

#### 7ª giornata
| 23 maggio 2015 | Schwaz Hammers | 25 – 10 (0-7 13-0 0-3 12-0) | Telfs Patriots |  |

| 23 maggio 2015 | Amstetten Thunder | 14 – 6 (7-0 0-6 0-0 7-0) | Salzburg Bulls | (400 spett.) |

| 24 maggio 2015 | Vienna Warlords | 0 – 35 (0-7 0-7 0-13 0-8) | Styrian Bears |  |

#### 8ª giornata
| 30 maggio 2015 | Salzburg Bulls | 47 – 0 (20-0 7-0 13-0 7-0) | Vienna Warlords | (426 spett.) |

| 30 maggio 2015 | Styrian Bears | 17 – 35 (3-7 7-7 0-14 7-7) | Amstetten Thunder |  |

| 30 maggio 2015 | Budapest Wolves | 38 – 13 (14-0 15-0 0-13 9-0) | Schwaz Hammers |  |

| 30 maggio 2015 | Telfs Patriots | 17 – 7 (0-0 3-7 7-0 7-0) | Fürstenfeld Raptors |  |

#### 9ª giornata
| 13 giugno 2015 | Salzburg Bulls | 46 – 14 (14-7 19-7 7-0 6-0) | Telfs Patriots | (416 spett.) |

| 13 giugno 2015 | Styrian Bears | 21 – 26 (7-2 14-12 0-0 0-12) | Budapest Wolves |  |

| 13 giugno 2015 | Amstetten Thunder | 60 – 6 (21-6 14-0 13-0 12-0) | Schwaz Hammers | (300 spett.) |

| 14 giugno 2015 | Vienna Warlords | 38 – 15 (14-9 7-6 3-0 14-0) | Fürstenfeld Raptors | (150 spett.) |

#### 10ª giornata
| 20 giugno 2015 | Telfs Patriots | 7 – 47 (0-7 7-14 0-13 0-13) | Amstetten Thunder |  |

| 20 giugno 2015 | Schwaz Hammers | 8 – 26 (0-14 0-0 0-0 8-12) | Salzburg Bulls |  |

| 20 giugno 2015 | Budapest Wolves | 39 – 26 (6-17 6-0 27-2 0-7) | Vienna Warlords |  |

| 20 giugno 2015 | Fürstenfeld Raptors | 0 – 44 (0-14 0-14 0-16 0-0) | Styrian Bears |  |

#### 11ª giornata
| 27 giugno 2015 | Fürstenfeld Raptors | 28 – 10 (7-0 7-10 7-0 7-0) | Budapest Wolves |  |

### Classifica
La classifica della regular season è la seguente:
- PCT = percentuale di vittorie, G = partite giocate, V = partite vinte,  P = partite perse, PF = punti fatti, PS = punti subiti

#### Conference A
| Pos. | Squadra             | PCT  | G | V | N | P | PF  | PS  |
| ---- | ------------------- | ---- | - | - | - | - | --- | --- |
| 1    | Budapest Wolves     | .875 | 8 | 7 | 0 | 1 | 258 | 120 |
| 2    | Styrian Bears       | .500 | 8 | 4 | 0 | 4 | 233 | 154 |
| 3    | Vienna Warlords     | .375 | 8 | 3 | 0 | 5 | 122 | 228 |
| 4    | Fürstenfeld Raptors | .250 | 8 | 2 | 0 | 6 | 97  | 203 |

#### Conference B
| Pos. | Squadra           | PCT  | G | V | N | P | PF  | PS  |
| ---- | ----------------- | ---- | - | - | - | - | --- | --- |
| 1    | Amstetten Thunder | .875 | 8 | 7 | 0 | 1 | 331 | 123 |
| 2    | Salzburg Bulls    | .750 | 8 | 6 | 0 | 2 | 238 | 90  |
| 3    | Schwaz Hammers    | .250 | 8 | 2 | 0 | 6 | 88  | 253 |
| 4    | Telfs Patriots    | .125 | 8 | 1 | 0 | 7 | 64  | 260 |

## Playoff

### Tabellone
|  | Semifinali | Semifinali        | Semifinali |                   |    | VIII Iron Bowl  | VIII Iron Bowl | VIII Iron Bowl |  |
|  |            |                   |            |                   |    |                 |                |                |  |
|  | 1A         | Budapest Wolves   | 37         |                   |    |                 |                |                |  |
|  | 1A         | Budapest Wolves   | 37         |                   |    |                 |                |                |  |
|  | 2B         | Salzburg Bulls    | 20         |                   |    |                 |                |                |  |
|  | 2B         | Salzburg Bulls    | 20         |                   | 1A | Budapest Wolves | 24             |                |  |
|  |            |                   |            |                   | 1A | Budapest Wolves | 24             |                |  |
|  |            |                   | 1B         | Amstetten Thunder | 21 |                 |                |                |  |
|  | 1B         | Amstetten Thunder | 1B         | Amstetten Thunder | 21 | 34              |                |                |  |
|  | 1B         | Amstetten Thunder |            |                   |    |                 |                |                |  |
|  | 2A         | Styrian Bears     | 33         |                   |    |                 |                |                |  |

### Semifinali
| 4 luglio 2015 | Amstetten Thunder | 34 – 33 (0-14 7-0 7-12 20-7) | Styrian Bears | (300 spett.) |

| 5 luglio 2015 | Budapest Wolves | 37 – 20 (10-0 13-7 14-7 0-6) | Salzburg Bulls | (240 spett.) |

### VIII Iron Bowl
| 12 luglio 2015 | Amstetten Thunder | 21 – 24 (14-7 0-7 7-7 0-3) | Budapest Wolves | (750 spett.) |

## Verdetti
- /  Budapest Wolves Vincitori dell'AFL Division II 2015